# Frederic Friedel
Frederic Alois Friedel (1945) è un giornalista e imprenditore tedesco.
Ha studiato filosofia e lingue presso l'Università di Amburgo e quella di Oxford. Dopo la laurea ha iniziato una carriera accademica, passando poi al giornalismo scientifico e producendo diversi documentari per la TV tedesca.
All'inizio degli anni 80 si è interessato di intelligenza artificiale e computer scacchistici, entrando in contatto con molti grandi scacchisti, tra i quali Garri Kasparov, conosciuto nel 1985. Nel 1986 ha cofondato ChessBase e dal 1983 al 2004 ha scritto sulla rivista scacchistica Computerschach & Spiele.